# King Glacier
King Glacier är en glaciär i Antarktis. Den ligger i Östantarktis. Nya Zeeland gör anspråk på området. King Glacier ligger 116 meter över havet.
Terrängen runt King Glacier är varierad. Trakten är obefolkad. Det finns inga samhällen i närheten.